# 华福花
华福花（学名：Sinadoxa corydalifolia）为五福花科华福花属的植物，是中国的特有植物。分布在中国大陆的青海等地，生长于海拔3,900米至4,800米的地区，多生长于砾石带及峡谷潮湿地。